# Pont Cassé
Pont Cassé är en parishhuvudort i Dominica.   Den ligger i parishen Saint Paul, i den södra delen av landet, 8 km nordost om huvudstaden Roseau. Pont Cassé ligger 595 meter över havet och antalet invånare är 702. Den ligger på ön Dominica.
Terrängen runt Pont Cassé är huvudsakligen kuperad, men österut är den bergig. Runt Pont Cassé är det ganska tätbefolkat, med 129 invånare per kvadratkilometer. Närmaste större samhälle är Roseau, 8,3 km sydväst om Pont Cassé. I omgivningarna runt Pont Cassé växer i huvudsak städsegrön lövskog.